# Carlotta Joaquina Maury

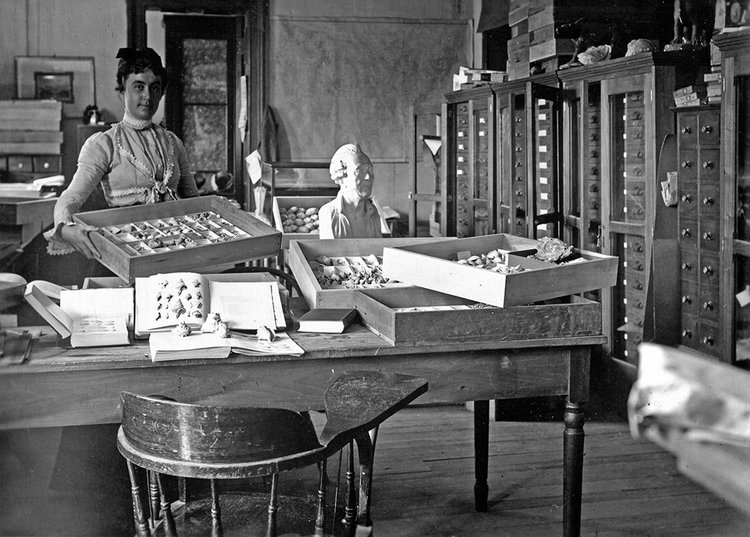
Carlotta Joaquina Maury

Carlotta Joaquina Maury (* 6. Januar 1874 in Hastings-on-Hudson, New York; † 3. Januar 1938 in Yonkers, New York) war eine US-amerikanische Geologin, Stratigraphenforscherin und Paläontologin. Ihre Forschungsschwerpunkte waren die Stratigraphie und die fossile Fauna Brasiliens, Venezuelas und der Karibik.

## Leben
Carlotta Joaquina Maury war eines von drei Kindern von Mytton und Virginia Draper Maury. Ihr Vater war ein episkopaler Geistlicher und Amateur-Fossiliensammler. Ihre ältere Schwester Antonia Maury (1866–1952) war eine bekannte Astronomin. Ihr Cousin Matthew Fontaine Maury war Marineoffizier und Hydrograf und ihr Großvater mütterlicherseits – John William Draper – war Naturwissenschaftler und Historiker.
Nach dem Abschluss am Radcliffe College, wo sie ein Interesse an Zoologie und Geologie entwickelte, studierte sie an der Cornell University. 1896 erlangte sie dort den Bachelor-Abschluss. Anschließend erhielt sie von der Cornell University ein Schuyler-Forschungsstipendium für Hochschulabgänger, das sie für ein zweijähriges Paläontologie-Studium an der Universität von Paris verwendete. 1898 kehrte sie nach Cornell zurück, wo sie 1902 mit ihrer Dissertation A Comparison of the Oligocene of Western Europe and the Southern United States zum Ph.D. promovierte. Von 1904 bis 1906 setzte sie ihre Forschungsarbeit an der Columbia University fort, wo sie auch als Assistentin in der Abteilung für Paläontologie tätig war. 1907 trat Maury dem Louisiana Geological Survey bei, wo sie für die Untersuchung der staatlichen Erdöl- und Steinsalzvorkommen und die Berichterstattung verantwortlich war. 1909 wechselte sie zum Barnard College, wo sie bis 1912 als Dozentin arbeitete. Während ihrer Lehrtätigkeit in Barnard nahm sie an einer geologischen Expedition nach Venezuela teil, die vom Geologen Arthur Clifford Veatch (1878–1938) geleitet wurde. 1910 wurde sie Beraterin der venezolanischen Abteilung des Mineralölunternehmens Shell in geologischen und stratigraphischen Fragen. Von 1912 bis 1915 war sie Professorin am Huguenot College der University of the Cape of Good Hope in Südafrika. 1916 wurde Maury mit dem Sarah-Berliner-Stipendium (benannt nach Emil Berliners 1903 verstorbener Mutter) ausgezeichnet, was ihr im selben Jahr die Finanzierung und Leitung ihrer ersten Expedition in die Dominikanische Republik ermöglichte. Ihr Ziel war es, die stratigraphischen Schichten des Miozäns und des Oligozäns zu ordnen, die aus Sedimentgesteinen mit schweren fossilen Ablagerungen bestanden. Ihr Interesse galt dem Valle del Cibao im Norden der Insel, in dem Conchologen und Paläontologen seit Mitte des 19. Jahrhunderts forschten. Sie sammelte und identifizierte hunderte von neuentdeckten fossilen Weichtierarten und viele andere Wirbellose. Weiter revidierte sie das geologische Alter des Sedimentgesteins und bestimmte die geologischen Formationen neu. 1918 trat sie dem Brazil Survey bei, wo sie von der brasilianischen Regierung zur offiziellen Paläontologin ernannt wurde. Ferner verfasste Maury detaillierte Berichte für das American Museum of Natural History in New York City. Ihre Arbeit für Shell und die brasilianische Regierung setzte sie bis zu ihrem Tod fort.